# Тримпу в цирке
«Тримпу в цирке» — советский мультипликационный фильм в двух частях.
- 1-я часть: «Тримпу».
- 2-я часть: «Тримпу в цирке».

## Сюжет
В начале 1-й части надпись: ТРИ Мультипликационных ПУтешественника: ТРИМПУ.
Цветные карандаши рисуют троих друзей: мальчика, девочку и собачку, которые отправляются в путешествие. За смелость им обещан награда — подарок. Путешественники идут пешком, едут на верблюде, лезут в гору и съезжают с неё, плывут на кораблике, летят на вертолёте и, наконец, получают подарок: Приглашение в цирк.
Во 2-й части путешественники в цирке смотрят настоящее цирковое представление.

## Создатели
| Сценарий             | Дмитрия Бабиченко, Владимира Длугача                                                                                            |
| Постановка           | Дмитрия Бабиченко |
| Художник-постановщик | Вячеслав Назарук |
| Оператор             | Игорь Николаев |
| Композитор           | В. Дружинин |
| Текста песен         | Евгения Аграновича |
| Звукооператор        | Александр Куцый |
| Монтажёр             | Нина Бутакова |
| Художники            | Галина Баринова, Нина Поморцева, Яна Вольская, В. Пухова, Николай Куколев, Лера Рыбчевская, Кирилл Малянтович, Светлана Сичкарь |
| Редактор             | Т. Успенская |
| Директор             | Л. Садковская |

### Комментарии
1. ↑  Имя уточнено по решению Роспатента[1]